# Milwaukie/Main Street megállóhely
Milwaukie/Main Street megállóhely a Metropolitan Area Express narancssárga vonalának, valamint a TriMet autóbuszainak megállója az Oregon állambeli Milwaukieban, a postahivatal mellett.
A Union Pacific Railroad pályája mentén elhelyezkedő megálló középperonos kialakítású, valamint tartozik hozzá egy kerékpártároló.

## Autóbuszok
- 29 – Lake/Webster Rd (Milwaukie City Center◄►Clackamas Town Center Transit Center)[2]
- 32 – Oatfield (Milwaukie City Center◄►Clackamas Community College)[3]
- 33 – McLoughlin/King Rd (Clackamas Community College◄►Clackamas Town Center Transit Center)[4]
- 34 – Linwood/River Rd (Oregon City Transit Center◄►Clackamas Town Center Transit Center)[5]

| Előző állomás         |  | Metropolitan Area Express |  | Következő állomás                                |
| --------------------- |  | ------------------------- |  | ------------------------------------------------ |
| SE Park Avevégállomás |  | Narancssárga vonal        |  | SE Tacoma/Johnson Creektovább Union Station felé |

## Fordítás
- Ez a szócikk részben vagy egészben  a   Milwaukie/Main Street MAX Station című angol Wikipédia-szócikk ezen változatának fordításán alapul.  Az eredeti cikk szerkesztőit annak laptörténete sorolja fel. Ez a jelzés csupán a megfogalmazás eredetét és a szerzői jogokat jelzi, nem szolgál a cikkben szereplő információk forrásmegjelöléseként.